# La lega
La Lega è una canzone popolare socialista sorta inizialmente nella valle Padana, tra il 1890 e il 1914, entrata ben presto nel repertorio delle mondine. L'autore è anonimo.
Rappresenta il simbolo della rivolta dei contadini contro i padroni alla fine del XIX secolo, quando le leghe, poi confluite in organizzazioni comuniste, socialiste e anarchiche, stavano cominciando a formarsi.
Viene inserita nel film Novecento di Bernardo Bertolucci quando i contadini, guidati da Anita, protestano perché i padroni rispettino i loro contratti e non li caccino dalle terre.